# Seguenzia keikoae
Seguenzia keikoae là một loài ốc biển, là động vật thân mềm chân bụng sống ở biển thuộc họ Seguenziidae.